# Пратин
Прати́н — древнегреческий трагик из Флиунта (Пелопоннес), возродил сатировскую драму и около 515 г. до н. э. ввёл её заново в Афинах.
В 70-ю олимпиаду (499—496 гг. до н. э.) сразился в трагическом агоне с Хорилом и Эсхилом. В единственном фрагменте из его 50 утерянных пьес (из них 32 сатировских драмы) он отводит главную роль слову по сравнению с музыкальным сопровождением на флейте.
Его сыном был древнегреческий поэт Аристий.